# خانواده نابسامان
خانواده نابسامان (به انگلیسی: Dysfunktional Family) یک فیلم استندآپ کمدی مستند آمریکایی به کارگردانی جورج گالو است که در تاریخ ۴ آوریل ۲۰۰۳ توسط کمپانی میرامکس در سینماها اکران شد و تا ۱۸ مه ۲۰۰۳ در سینما ماند. این فیلم ۲٬۲۵۵٬۰۰۰ دلار درآمد داشت که بزرگترین اکران آن در ۶۰۲ سالن سینما را بود.